# Béthisy-Saint-Pierre

Béthisy-Saint-Pierre este o comună în departamentul Oise, Franța. În 1 ianuarie 2022 avea o populație de 3.133 de locuitori.